# Diodia perforata
Diodia perforata är en måreväxtart som beskrevs av Ignatz Urban. Diodia perforata ingår i släktet Diodia och familjen måreväxter.
Artens utbredningsområde är Haiti. Inga underarter finns listade i Catalogue of Life.